# N949 (België)
De N949 is een gewestweg in de Belgische provincie Namen. Deze weg vormt de verbinding tussen Ciney en Rochefort.
De totale lengte van de N949 bedraagt ongeveer 20 kilometer.

## Plaatsen langs de N949
- Ciney
- Barcenal
- Leignon
- Chapois
- Haid
- Forzée
- Buissonville
- Navaugle
- Havrenne
- Rochefort